# Конкорд (округ Кемпбелл, Вірджинія)
Конкорд (англ. Concord) — переписна місцевість (CDP) в США, в округах Кемпбелл і Аппоматтокс штату Вірджинія. Населення — 1557 осіб (2020).

## Географія
Конкорд розташований за координатами 37°20′41″ пн. ш. 78°58′58″ зх. д. / 37.34472° пн. ш. 78.98278° зх. д. (37.344773, -78.982838).  За даними Бюро перепису населення США в 2010 році переписна місцевість мала площу 14,54 км², з яких 14,47 км² — суходіл та 0,06 км² — водойми.

## Демографія
Згідно з переписом 2010 року, у переписній місцевості мешкало 1458 осіб у 582 домогосподарствах у складі 427 родин. Густота населення становила 100 осіб/км².  Було 619 помешкань (43/км²).
Расовий склад населення:
| - 85,9 % — білих - 11,7 % — чорних або афроамериканців - 0,2 % — азіатів - 0,1 % — корінних американців |

До двох чи більше рас належало 1,4 %. Частка іспаномовних становила 1,9 % від усіх жителів.
За віковим діапазоном населення розподілялося таким чином: 23,3 % — особи молодші 18 років, 63,1 % — особи у віці 18—64 років, 13,6 % — особи у віці 65 років та старші. Медіана віку мешканця становила 38,4 року. На 100 осіб жіночої статі у переписній місцевості припадало 95,7 чоловіків;  на 100 жінок у віці від 18 років та старших — 93,4 чоловіків також старших 18 років.
Середній дохід на одне домашнє господарство  становив 67 004 долари США (медіана — 58 250), а середній дохід на одну сім'ю — 76 067 доларів (медіана — 65 338). За межею бідності перебувало 1,9 % осіб, у тому числі 0,0 % дітей у віці до 18 років та 5,6 % осіб у віці 65 років та старших.
Цивільне працевлаштоване населення становило 832 особи. Основні галузі зайнятості: освіта, охорона здоров'я та соціальна допомога — 22,7 %, будівництво — 19,6 %, мистецтво, розваги та відпочинок — 12,0 %, роздрібна торгівля — 11,8 %.